# Kinneret College
 (juin 2019).
Si vous disposez d'ouvrages ou d'articles de référence ou si vous connaissez des sites web de qualité traitant du thème abordé ici, merci de compléter l'article en donnant les références utiles à sa vérifiabilité et en les liant à la section « Notes et références ».

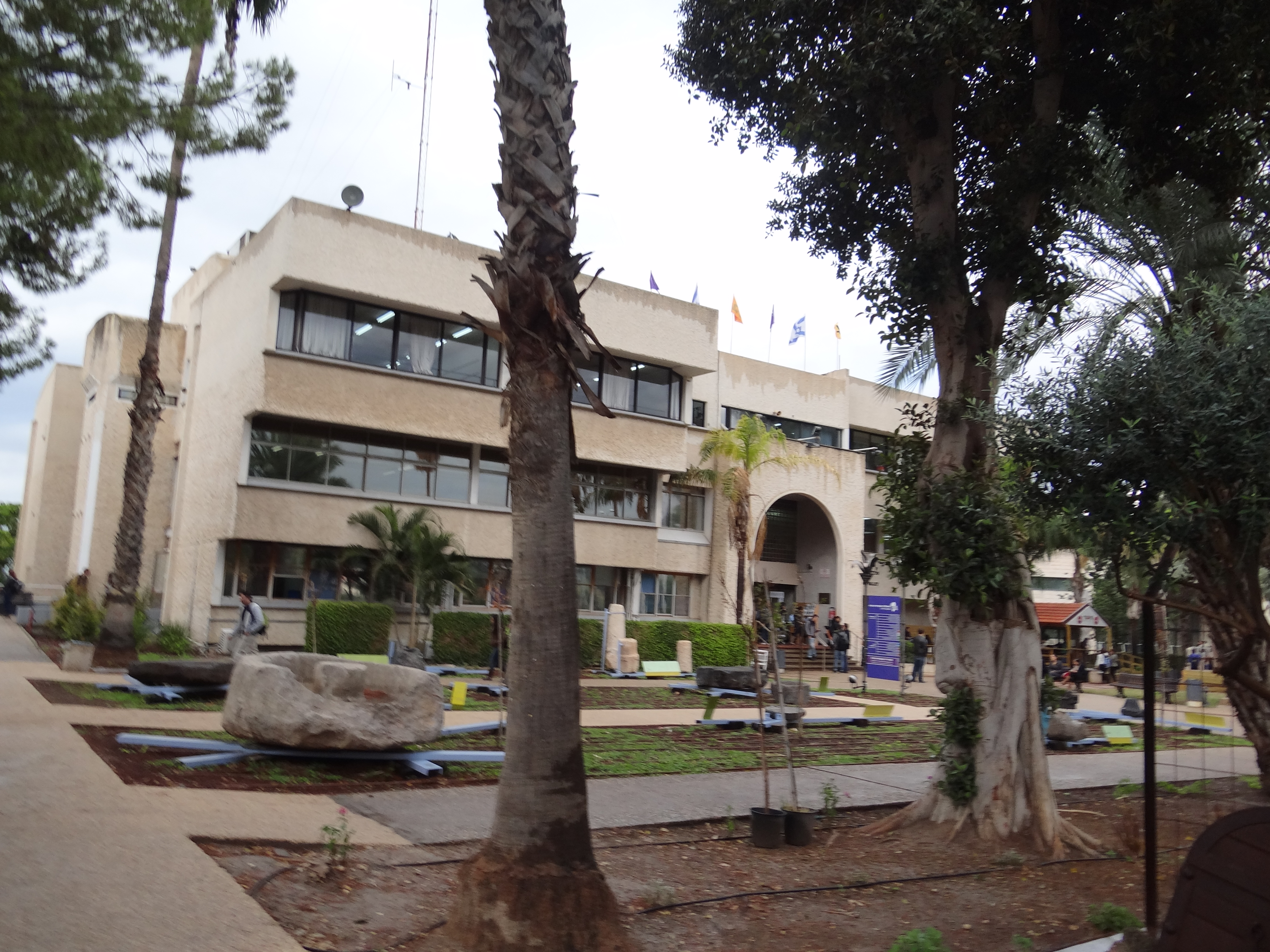
Le Collège Académique Kinneret

Le Kinneret Academic College (ou jusqu'en février 2019, le « Kinneret Academic College dans la vallée du Jourdain » et anciennement le « Jordan Valley College ») est un établissement universitaire situé au sud de la mer de Galilée (autrement appelée lac de Kinneret), près de la jonction de Tzemach. La vision de l’institution, telle qu’elle est décrite sur le site internet du collège, « est de mener à l’excellence dans l’enseignement, la recherche, et la formation appliquée, et le développement académique dans les domaines de l’ingénierie, des sciences sociales et des sciences humaines ».

## Histoire
Le collège a été fondé en 1965 par le conseil régional de la vallée du Jourdain en tant qu'établissement d'enseignement post-secondaire pour les personnes résidant aux alentours du Kinneret et de la vallée du Jourdain. Le collège a été créé afin de permettre aux résidents de la région d’étudier l’après-midi et le soir, tout en continuant de travailler, et de permettre aux enseignants de compléter leurs licences. Le collège fonctionnait sous la direction de l'Université Bar-Ilan. De plus, le collège proposait un diplôme en ingénierie pratique sous les auspices du Technion. Kadish Luz était à la tête du conseil d’administration de l’institution.
Au cours de sa première année, le collège comptait environ 60 étudiants. En 1969, il comptait environ 300 étudiants et en 1971, environ 450 étudiants. En 1974, environ 500 étudiants fréquentaient le collège.
À ses débuts, le collège fonctionnait au centre de jeunesse Avraham Haft. En juin 1971, une pierre angulaire a été posée en vue de la construction du premier bâtiment du collège. Celui-ci a été inauguré en octobre 1974.
À la fin des années 1970, les étudiants du collège Ohalo effectuaient leur quatrième année d'études au collège du Kinneret. À la fin de l'année 1983, un parcours pré-académique a été ouvert, permettant l'intégration des études académiques au travail dans le Kibboutz.
En 2001, le collège change de nom et devient le « Collège académique de la vallée du Jourdain », après avoir reçu l'autorisation auprès du Conseil pour l'enseignement supérieur en Israël.
En 2006, le collège a adopté le nom qu'on lui connaît aujourd'hui. En 2011, il a été reconnu comme établissement d'enseignement supérieur par le Conseil pour l'enseignement supérieur et le gouvernement. Par la suite, un hommage lui a été rendu par le président de l'époque, Shimon Peres.
Le collège est une institution d'enseignement supérieur délivrant aux étudiants une licence académique (B.A.). Il fonctionne comme un organisme public, le budget étant géré par le Comité de la planification et du budget israélien (PBC), lui-même lié au Conseil pour l'enseignement supérieur. Les frais de scolarité sont identiques à ceux des universités et aux autres collèges publics.
Les étudiants ayant fini leur service militaire ou service national après le 1er janvier 2010 bénéficient d'une première année d'étude gratuite.
Depuis 2004, le collège est autorisé à décerner des licences académiques en gestion du tourisme et de l'hôtellerie, en ingénierie des systèmes d'information, en génie logiciel et en génie électrique et électronique.
Depuis 2010, le Conseil pour l'enseignement supérieur permet à l'établissement de décerner, en plus des précédentes, des licences académiques en Études de la Terre d’Israël, en Sciences du comportement, en ingénierie des industries hydrauliques et en ingénierie de qualité industrielle.

## Départements et facultés du collège
Le collège comprend neuf départements indépendants pour les études de premier cycle (B.A.)

### Faculté des sciences sociales et humaines[2]

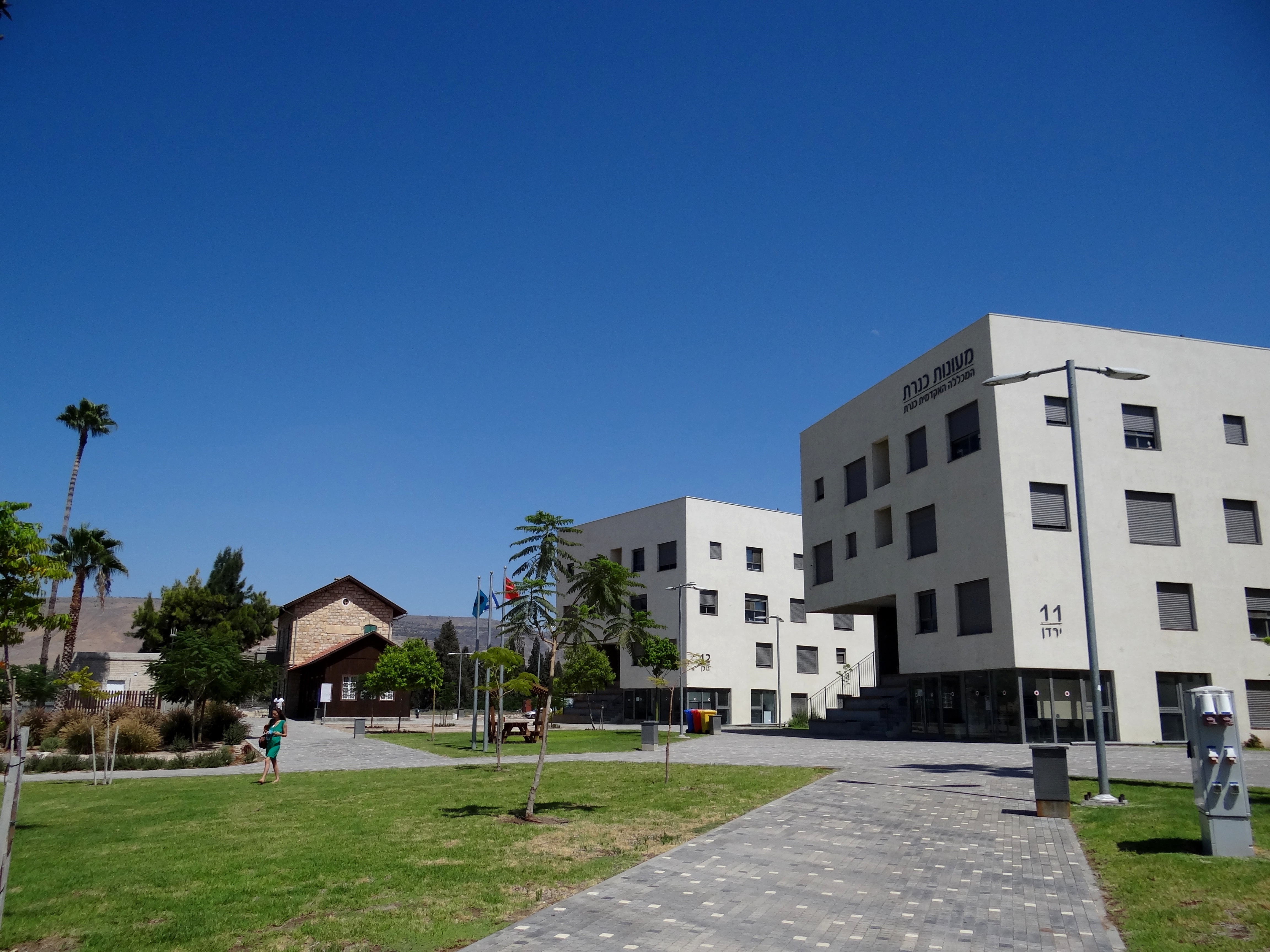
Le dortoir universitaire (droite) et le centre des études de la Terre d'Israel (gauche).

- Gestion du tourisme et de l'hôtellerie
- Communication
- Sciences du comportement
- Études de la Terre d'Israël
- Éducation
- Études Multidisciplinaires

### École d'ingénierie[3]
- Ingénierie des industries hydrauliques
- Ingénierie électrique et électronique
- Génie logiciel
- Ingénierie de qualité industrielle

## Unités externes et de recherche
Le collège exploite un certain nombre d'unités supplémentaires au-delà des facultés universitaires. Ces unités sont impliquées dans la recherche et la coopération avec des organisations de la vallée du Jourdain et de la mer de Galilée et proposent des études en vue de l'obtention de diplômes et de certificats.

### Centre Kinneret pour l'innovation et l'entrepreneuriat
Le centre a été inauguré en février 2019 dans le cadre de la coopération entre le collège et la société « Tzemach », le Conseil régional de la vallée du Jourdain et Centre médical Baruch Padeh  . L'objectif du centre est de permettre aux entreprises de haute technologie de recruter des diplômés de qualité et de les employer dans le domaine de l'agro-technologie. Le centre servira de pépinière pour les entreprises de haute technologie intéressés à opérer dans la région et vise à aider le développement économique de la vallée  . Le centre d’innovation est dirigé par le PDG Elad Shamir.

### Instituts de recherche et autorité de recherche et développement
Le collège exploite un certain nombre d'instituts de recherche dans les divers domaines académiques du Collège. Il s’agit de : l’institut d’archéologie Galiléenne, l’institut de Recherche sur la Sécurité Sociale et les Relations de Paix  Dan Shomron, le département Bornblum pour l’étude de la Terre d’Israël, l'institut pour la protection de l'enfance, l'institut pour la gestion de l'éthique dans les organisations, l'association des études civil-militaires en Israel, et l'institut pour la recherche dans les industries hydrauliques.
L'autorité de recherche et développement du collège aide à collaborer avec des chercheurs israéliens et du monde entier, à collecter des fonds et des subventions et à accompagner les processus de recherche du collège.
L'Institut pour l'étude des études parrainées par des enfants examine le phénomène de le harcèlement chez les enfants et les jeunes, tant dans l'environnement physique que dans l'environnement numérique (Cyberharcèlement). En 2016, l'Institut a publié un rapport  décrivant la prévalence des symptômes chez les élèves de l' école primaire. En 2017, une étude supplémentaire a été publiée  par l'institut en coopération avec  Maariv (journal).

### Études externes et diplôme d'associé
Le collège propose des diplômes d'associés. Le diplôme d'associé est l'équivalent, en France, d'un DEUG, d'un BTS ou encore d'un DUT.
Cette section comprend, des centres d'art, de management, d'éducation et de comptabilité, et une  succursale de la "OpenValley Academy", proposant des cours pour la formation des cadres et directeurs.

### Centre pour surdoués
En 1998, le ministère de l'éducation a fondé et installé au collège un centre pour surdoués destiné aux enfants habitant dans la région et aux alentours. Le centre accueille actuellement 200 enfants surdoués et 120 étudiants d'honneur âgés de 6 à 11 ans.

## Campus universitaire
Il comprend trois bâtiments principaux :
- Le bâtiment Max Alperin :  premier bâtiment du collège à avoir été inauguré en 1974.
- Le Centre Harry Triguboff : ce centre scientifique et technologique a été inauguré en 1998.
- La faculté des ingénieries Achi Racov a été inaugurée en 2012.
- De plus, le collège comprend un centre destiné aux études sur la Terre d'Israël qui a été inauguré en 2015, là où se trouvait l'ancienne gare de trains Tzemach.

### La bibliothèque

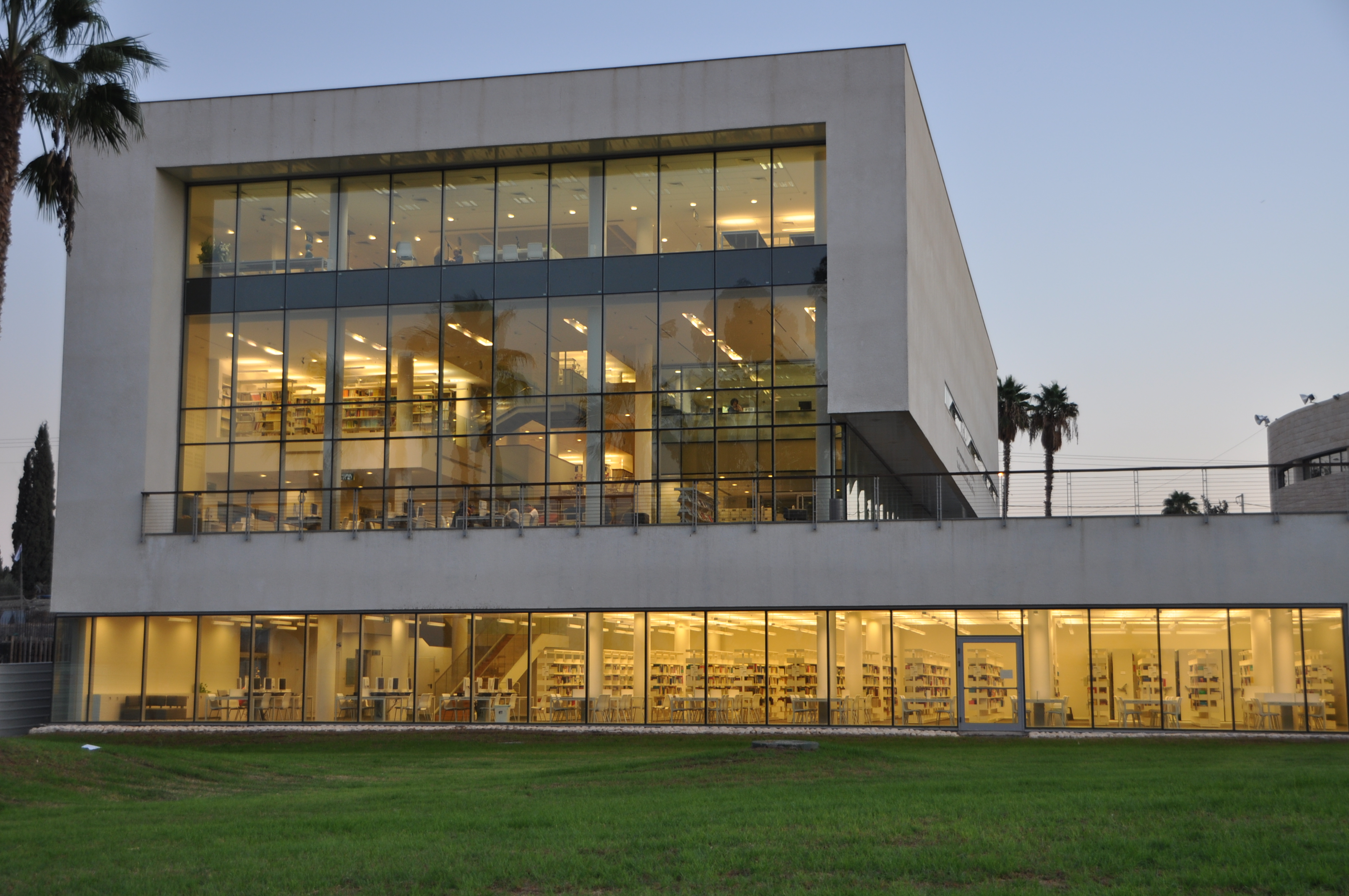
Bâtiment de la bibliothèque universitaire

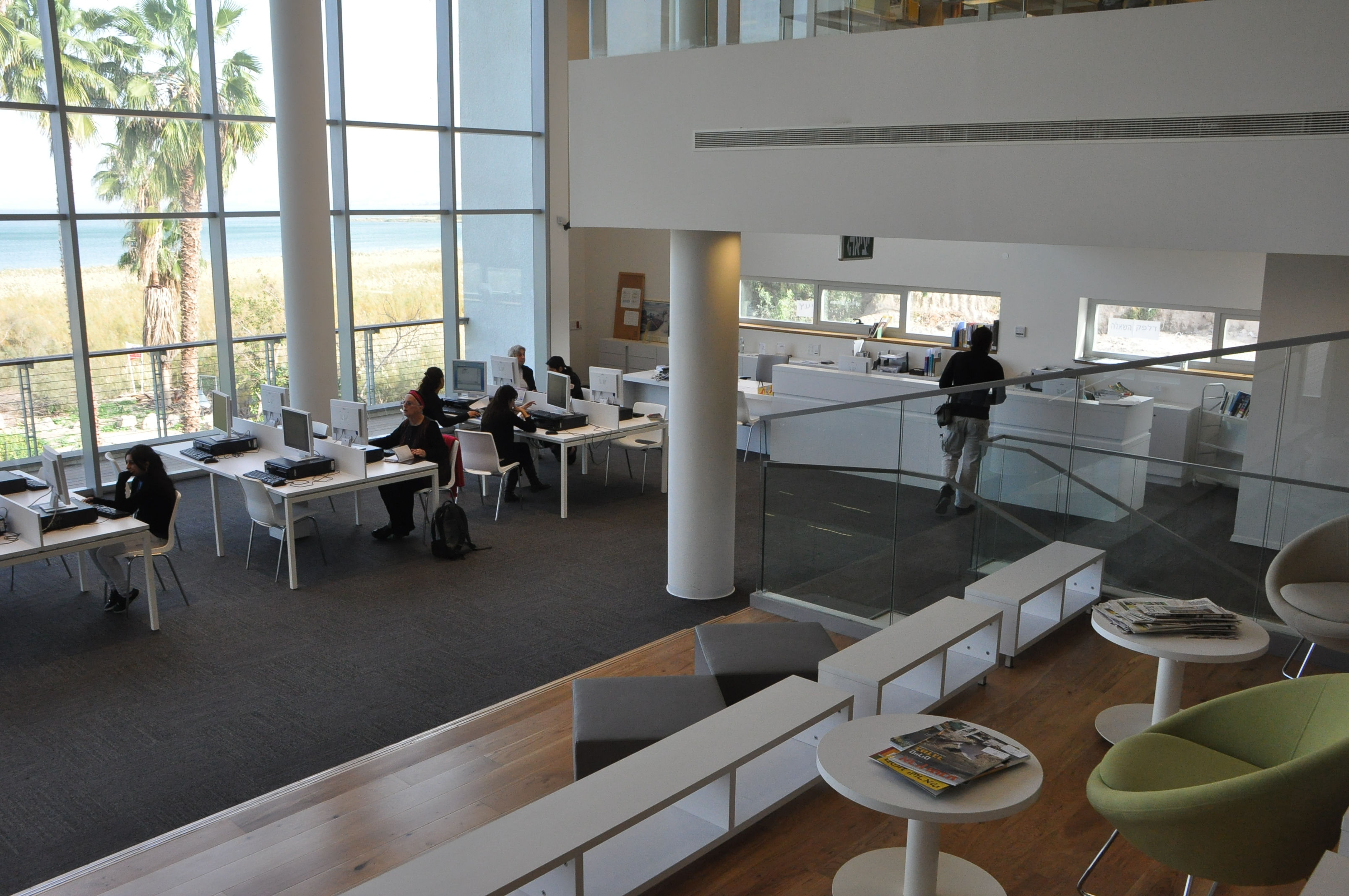
La bibliothèque universitaire

La bibliothèque Robert et Yadelle Sklare, inaugurée en 2010, a été conçue par l'architecte israélien Gabi Shwartz. L'une des particularités du bâtiment est la grandeur des fenêtres qui ont été installées, permettant une vue à 180 degrés sur le lac de Kinneret. Pour ce travail, Schwarz a remporté en 2011 le prix « Design Award »  dans la catégorie Architecture et Architecture du paysage.
Le bâtiment est composé de quatre niveaux, pour une superficie de 3 000 mètres carrés.
La bibliothèque, contenant une centaine de milliers de titres, sert, non seulement aux étudiants et au personnel de l'établissement, mais aussi aux habitants de la région de la vallée du Jourdain.